# Biogeografie

Biogeografické členění Evropy

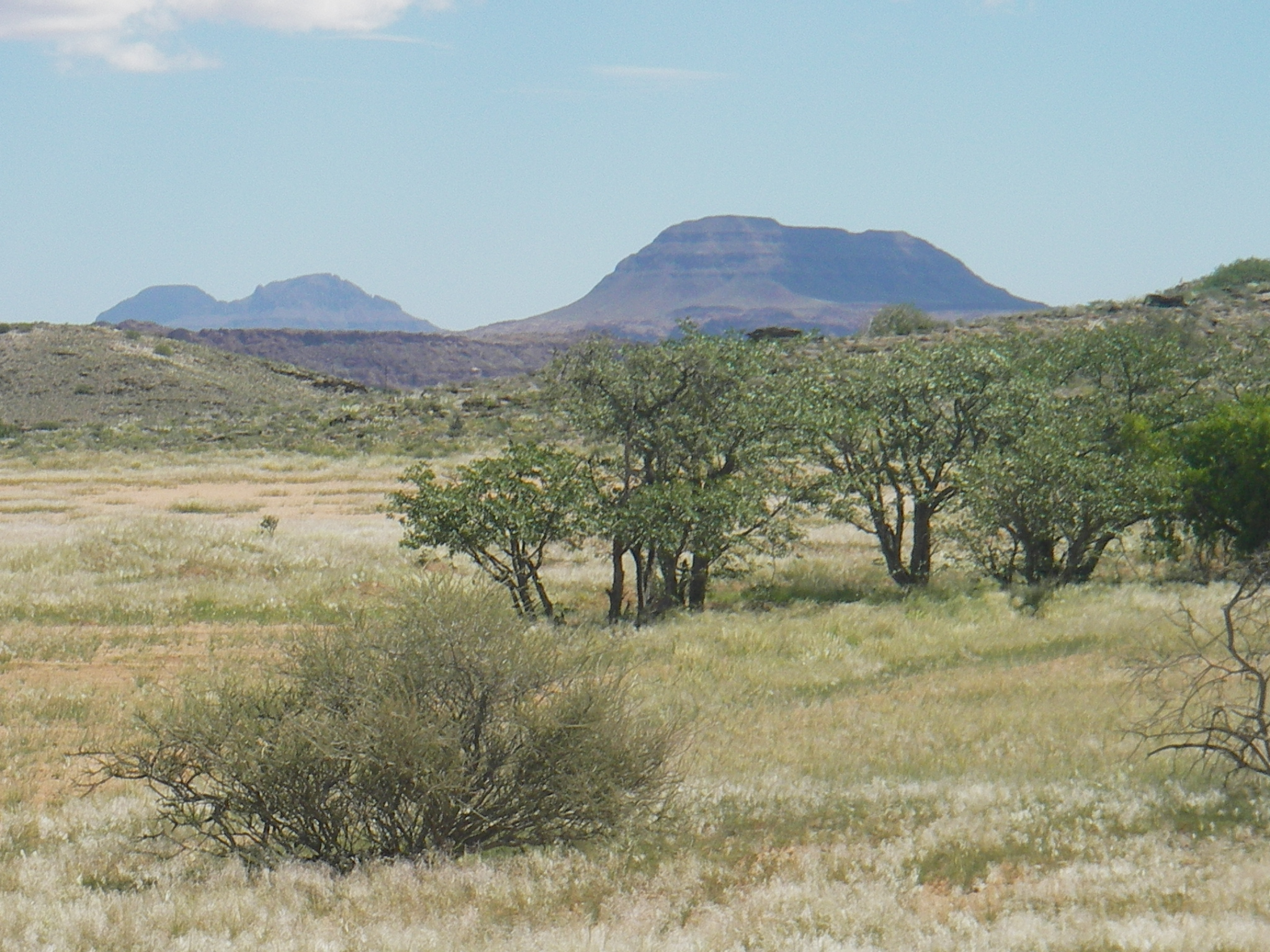
Krajina jako prostor, který obývá určitá populace organismů

Biogeografie je věda o rozdělení biodiverzity v prostoru a čase. Zkoumá, kde které organismy žijí a které procesy to způsobily. 
Biogeografii můžeme definovat jako vědu o rozšíření, vývoji, a změnách organismů a jejich společenstev v prostoru a čase. Předmětem jejího studia je geobiosféra a zákonitosti její prostorové diferenciace.
Horník a kolektiv
Zákonitosti rozšíření druhů lze obvykle vysvětlit přes kombinaci historických faktorů jako například speciace, extinkce, kontinentální drift (pohyb světadílů), zalednění (a související změny hladiny moře), a to v kombinaci s plochou a izolací zemských mas a dostupné energie.

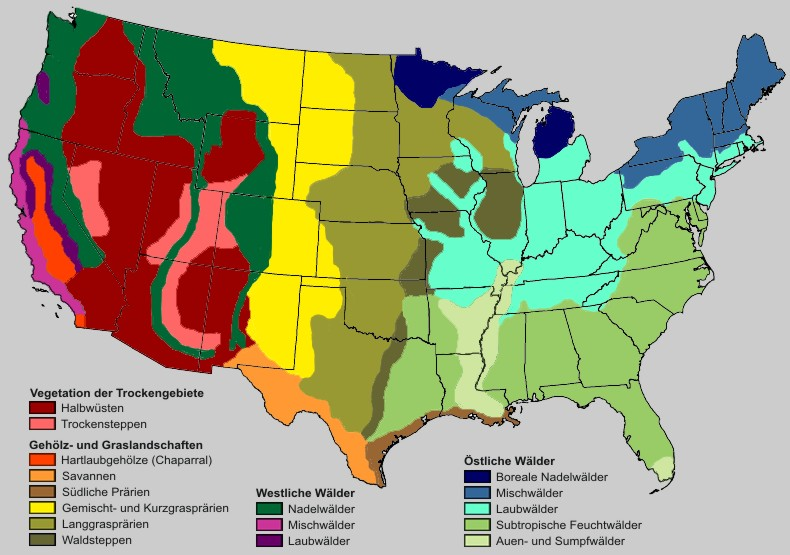
Biogeografické členění USA

Mezi příbuzné obory na hranici biologie a geografie patří např. krajinná ekologie.

## Historie
Vědecká teorie biogeografie pramení z práce britského biologa Alfreda Russela Wallace.

## Dílčí obory biogeografie
- fylogeografie
- fytogeografie
- zoogeografie

Součástí fytogeografie i zoogeografie je chorologie čili nauka o areálech.

## Klasifikace
Biogeografie je syntetická věda, která úzce spolupracuje s geografií, biologií, pedologií, geologií, klimatologií, ekologií a teorií evoluce.
Některé základní principy v biogeografii jsou:
- evoluce (změna genetického složení populace)
- extinkce (vyhynutí druhu)
- rozptýlení (pohyb populace od jejich místa původu ve vztahu k migraci)
- rozsah (území, které populace obývá) a distribuce
- endemické oblasti
- vikariance